# Battering Ram
Battering Ram är det tyska power metal-bandet Iron Saviors femte album. Det släpptes 2004 av skivbolaget Noise Records. Skivan utkom även i Brasilien och i Japan.
Inför inspelningen av skivan hade keyboardisten Andreas Kück och basisten Jan-Sören Eckert lämnat bandet. Den senare ersattes av Yenz Leonhardt.

## Låtlista
1. "Battering Ram" – 4:49
2. "Stand Against the King" – 5:01
3. "Tyranny of Steel" – 4:28
4. "Time Will Tell" – 4:12
5. "Wings of Deliverance" – 4:48
6. "Break the Curse" – 4:01
7. "Riding Free" – 5:16
8. "Starchaser" – 4:28
9. "Machine World" – 6:31
10. "H.M. Powered Man" – 4:21

Bonusspår på japanska utgåvan
1. "Living on a Fault Line" – 5:52

## Medverkande
Musiker
- Piet Sielck – sång, gitarr
- Joachim "Piesel" Küstner – gitarr, sång
- Yenz Leonhardt - elbas
- Thomas Nack – trummor

Bidragande musiker
- Martin Christian – gitarr

Produktion
- Piet Sielck – producent, mixning, mastering
- Marko Jakobi – albumkonst
- Marisa Jacobi - design
- Olle Carlsson - fotografi